# Landingsstel
Et landingsstel eller understel er det bærende system som et luftfartøj benytter til at lande på eller starte fra, som understøtter flyet når det ikke er i brug, og til at transportere sig rundt på overfladen ved hastigheder for lave til at fartøjet er luftbårent (taxiing). Udtrykket "understel" bruges i luftfartsbranchen, "landingstel" bruges oftest af udenforstående.
For almindelige fly bliver understellet generelt anvendt til både start og landing. I visse typer rumfartøj som f.eks. NASAs rumfærge bliver understellet kun anvendt til landingen.
Som oftest har understellet hjul, men der kan også anvendes meder, ski, pontoner eller en kombination, afhængigt af landingsbanens overflade.
Ældre eller langsomme flytyper har oftest et fast understel, mens hurtigere typer kan trække understellet op under flyvning for at reducere luftmodstanden.

## Understel på fly
Understel på fly består for det meste af hjul udstyret med simple støddæmpere, eller mere avancerede luft/olie oleo fjedre, og er beregnet for landing på flyvepladser eller i terrænet. Nogle fly er udrustet med ski for at kunne lande i sne, andre har pontoner for en vandlanding, og helikoptere har ofte enten pontoner eller simple meder.
Understellet er en relativt tung del af flyet; Det kan veje op til 7% af takeoff-vægten, men mere almindeligt er det omkring 4–5%.
Artiklen indeholder mange engelske udtryk: flyvningens sprog er engelsk, de danske udtryk er kun forklarende tilnærmelser. Det er de engelske udtryk der bliver benyttet i daglig tale.

### Typer af understel
Understel findes i mange varianter. De to almindeligste typer er næsehjuls- og halehjulsunderstel:

#### Konventionelt understel
eller halehjulsunderstel (engelsk: taildragger), hvor der er to hovedhjul eller hjulsæt nær flyets front og et enkelt mindre hjul eller en mede under halen.
Halehjulsunderstellet var det mest almindelige først i propelflyenes æra. Et halehjulsunderstel giver mere frigang til en propel, men er vanskeligere at håndtere under start og landing - balancemæssigt er systemet ustabilt, en lille afvigelse fra en bevægelse i lige linje vil oftest være selvforstærkende og kan nemt ende med et ground loop. Som regel skal en pilot have ekstra træning for at flyve en "taildragger". De fleste bushfly er stadig taildraggers.

#### Næsehjulsunderstel
(engelsk: tricycle undercarriage) hvor der er to hjul eller hjulsæt under vingerne og et tredje hjul under flyets næse.
Nu om dage har langt de fleste moderne fly næsehjulsunderstel. På en fast landingsbane er næsehjulsunderstellet overlegent; styregeometrien gør det selvoprettende, og det tolererer som oftest selv slemme håndteringsfejl. Derimod kan systemet være sårbart på en dårligt forberedt landingsbane.
Undertiden får et fly med næsehjulsunderstel et lille halehjul eller en mede monteret under halen for at forhindre skader ved et tailstrike (hvor halespidsen rammer landingsbanen) under start og landing. For eksempel havde Boeings største bomber fra 2.verdenskrig, B-29 Superfortress, og deres 1960'er trafikfly Boeing 727 TriJet en optrækkelig mede, og Concorde havde et optrækkeligt halehjul; Concordes deltavinge havde brug for en stor indfaldsvinkel under takeoff, hvilket gjorde flyet særligt udsat for tailstrikes.

#### Tandem understel
(engelsk: bicycle eller tandem layout) Der er næsehjul for og hovedhjul agter under skrogets centerlinje, og små hjul på 'udriggere' under eller nær vingespidsene.
Metoden benyttes når der ikke er et praktisk anvendeligt sted at fastgøre understellet under vingerne, eller når der mangler plads til at stuve det, når det er trukket op. Denne type understel benyttes eksempelvis på Lockheed U-2-spionflyet, Boeing B-47 Stratojet-bombeflyet og Hawker Harrier-jagerbomberen.
Designet var navnlig populært i militære bombefly i 1950'erne, og blev først taget i brug i Martin XB-51, og ud over de før nævnte, benyttet i f.eks. Mjasisjtjev M-4 "Bison", Jakovlev Jak-25 "Flashlight"/"Mandrake" og Jak-28 "Brewer", fordi det giver plads til et stort internt bombelastrum mellem hovedhjulene. En variation af layoutet bliver benyttet i B-52 Stratofortress, som har fire hovedhjuls boogier (to forude og to agter) under skroget, plus et udriggerhjul under hver vingetip. Understellet på B-52 er unikt - alle hovedhjulene kan styres. Dette gør det nemmere for flyet at lande i sidevind: hjulene stilles parallelt med landingsbanen, selv om skroget har en vinkel op mod vinden. Tandemunderstellet har ikke kun fordele: det er af største vigtighed at skroget er parallelt med landingsbanen i landingsøjeblikket. Ellers vi det give et temmelig brutalt bump i flyet, når vingen staller og det højeste hjul tvinges ned på banen.

#### Afkasteligt understel
Nogle fly anvender hjul til starten ['takeoff') og kaster dem af når flyet er i luften, for at opnå forbedret aerodynamisk luftstrømning omkring skroget uden at døje med kompleksiteten, vægten og pladskravene til et optrækkeligt understel. Som oftest er de afkastelige hjul monteret på aksler, der er en del af en "dolly" (hvis det kun er hovedhjulene) eller en "trolley" (hovedhjul og næsehjul) chassis. Flyet vil herefter lande på en mede eller lignende.
Historiske eksempler på fly der anvender en "dolly" er den raketdrevne Messerschmitt Me 163 jager, det kæmpestore Messerschmitt Me 321 "Gigant" transport svævefly, og de første otte prototyper af bombe- og rekognosceringsflyet Arado Ar 234 benyttede en "trolley".
Tyskerne havde planlagt at anvende start med dolly/trolley og landing på meder på et betragteligt antal jet- og raketdrevne militære fly henimod slutningen af anden verdenskrig, men metoden viste hurtigt sine ulemper. Efter en udført mission ville der være spredt landede fly overalt på flyvepladsen, og flyene ville ikke selv være i stand til at taxie til egnede beskyttede og camouflerede hangarer. Flyene ville være 'stående mål', og løbe en stor risiko for at blive beskudt af forfølgende allierede jagerfly. Derudover skulle de sidst ankommende fly udføre en vellykket landing imellem et antal landede fly og personel spredt på kryds og tværs over banen. Det siger sig selv at dette medførte en stor risiko for kollisioner og ulykker.
Et nyere eksempel er støttehjulene ("Pogos") under vingespidserne på Lockheed U-2 rekognosceringsflyet. Efter starten ville støttehjulene blive kastet af; efter landingen ville flyet - med en betragtelig hældning - støtte en af vingespidserne på en lille mede lavet af titan.

#### Monohjul
For at minimere luftmodstanden har de fleste moderne svævefly kun et hjul, fast eller optrækkeligt, under flyets centerlinie. På jorden hviler de fleste svævefly på hjulet og en vingetip; de første få meter af starten, indtil flyet kan balanceres med krængerorene, holdes tippen oppe af en medhjælper.
Nogle svævefly fra tiden før 2. verdenskrig ville kaste hjulet umiddelbart efter starten, og lande på en mede. Andre typer havde ligesom Me 163 en afkastelig dolly.
Monohjul findes også på nogle typer motorfly hvor reduktion af luftmodstanden har høj prioritet, som f.eks. Europa XS.

#### Lette og ultralette fly
På nogle lette, hjemmebyggede fly er hovedhjulene hængt op på en bue af lamineret asketræ. På lidt tungere fly, som f.eks. Cessna 172 anvendes ofte fjederstål i stedet for. Cessna 165 Airmaster var et af de første fly der anvendte fjederstål i understellet. Den største fordel ved et sådant understel er at det er let og simpelt i konstruktionen.

#### Store fly
Efterhånden som flyene blev større, fik de flere hjul for at kunne håndtere den stigende vægt.
De tidligste "gigant" fly som gik i serieproduktion, den tyske 1.verdenskrigs Zeppelin-Staaken R.VI langdistance-bomber fra 1916, benyttede i alt 18 hjul i understellet, fordelt på to hjul under næsen og 16 hjul i hovedhjulene under motorgondolerne, for at understøtte flyets vægt på næsten 12 metriske tons.
Under 2.verdenskrig så man første gang understel med en række dobbelte hovedhjul, først på det eksperimentelle tyske Arado Ar 232 fragtfly, som benyttede en række af 11 dobbelthjulsæt under skrogets centerline. Nu om dage benyttes optrækkelige rækker af dobbelthjul oftest på tunge fragtfly, monteret nederst på skroget i begge sider.
Boeing 747 har fem hjulsæt: et dobbelt næsehjul og fire sæt firehjulede bogier. En bogie er placeret under hver vinge, og de to inderste er placeret i skroget, lidt agten for de yderste, i alt har flyet 18 hjul/dæk. Airbus A340-500/-600 har en ekstra firhjulet bogie under skrogets centerlinje. Airbus A380 har en firehjulet bogie under hver vinge, og to sæt sekshjulede bogier under skroget.
Verdens største fragtfly, den Ukrainske Antonov An-225 har 4 hjul under næsen, to dobbelthjul på hver sit oleo-fjederben (dens "lillebror" Antonov An-124 benytter samme system), syv oleo-ben med dobbelthjul i hver side (28 hjul), i alt 32 hjul og dæk.

#### Søfly
Nogle fly har understellet tilpasset start og landing fra vandoverflader.
- Et pontonfly (engelsk: floatplane) har to eller flere strømlinede pontoner (engelsk: floats) som flyet flyder på, i stedet for hjul.
- En flyvebåd (engelsk: flying boat) har den nederste, vandtætte del af skroget udformet som skroget på en båd, typisk med et 'trin' nær tyngdepunktet for at gøre det lettere for skroget at slippe vandet ved takeoff. Derudover har flyet som oftest ekstra pontoner ved vingetipperne, eller mere sjældent som små udriggere på siden af skroget.
- Et amfibiefly (engelsk: amphibious aircraft) har ud over understellet til vandlanding også et sæt landingshjul til almindelige landinger. Et eksempel på denne flytype er PBY Catalina.

#### Helikoptere
Mindre helikoptere har som oftest ikke brug for et almindeligt understel. De har tit et simpelt rørstel med meder, som sparer vægt og kompleksitet, og som i mange tilfælde tillader enkel montage af pontoner. På grund af risikoen for ground resonance (resonansfænomener mellem affjedringen og rotorsystemet) er der ofte støddæmpere indbygget i systemet. På jorden slæbes helikopteren med nogle små ruller eller hjul og en langarmet løftevogn, en 'hangarhund' ('tow dolly').
Helikoptere der er i stand til at udføre vandlandinger kan have enten et bådskrog eller pontoner, og er som regel også anvendeligt som amfibiefly. Flyvevåbnets nu udgåede Sikorsky S-61 havde et særdeles universelt understel: den havde bådskrog og pontoner for vandlanding, et kraftigt optrækkeligt halehjulsunderstel som tillod både vertikal og 'rullende' start (rullende start gav større nyttelast) og kunne taxi'e for egen kraft eller ved hjælp af en tow dolly.

### Optrækkeligt understel
For at mindske luftmodstanden under flyvning kan nogle typer understel trækkes op i vingerne eller i skroget, med overfladen af hjulene i plan med overfladen eller dækket af klapper; det bliver kaldt optrækkeligt understel (engelsk: retractable gear.). Hvis hjulene stikker delvist frem i luftstrømmen efter ophalingen kaldes systemet semi-optrækkeligt (engelsk: semi-retractable).
De fleste systemer er hydraulisk aktiveret, nogle er forsynet med elektriske aktuatorer og nogle systemer, særligt i veteranfly, er betjent med håndkraft. Uanset hvordan systemet er udformet, øger det vægten og kompleksiteten af understellet. Rummene, hvor hjulene er placeret under flyvningen, kaldes hjulbrønde. Disse hjulbrønde kan i nogle tilfælde optage plads for nyttelast eller brændstof.
Piloter der bekræfter at understellet er nede og låset kalder det "Tre grønne" (engelsk: "three green" eller "three in the green"), en reference til enten de elektriske kontrollamper, eller de malede paneler på mekaniske indikatorer fra næse-eller halehjulet og de to hovedhjul. Røde lys indikerer at understellet er trukket op og låset, og gule lys indikerer at understellet er i transit mellem de to yderpunkter.
For at forhindre at understellet svigter, er der som regel flere redundante systemer til aktiveringen. Uanset om det er et elektrisk eller et hydraulisk system, kan understellet aktiveres fra mere end én kraftkilde. Hvis hovedsystemet svigter, er der altid en metode til at sænke understellet. Det kan være i form af et manuelt opereret håndsving eller pumpe, eller et mekanisk system der udnytter tyngdekraften til at sænke og låse understellet. Nogle højtydende fly, som f.eks. Supermarine Spitfire, har et back-up system der er drevet af en trykflaske med kulsyre.

#### Baglæns og sidelæns optræk
I nogle fly fra 2. verdenskrigs-æraen blev understellet trukket op parallelt med flyveretningen. For mere effektivt at kunne stuve hjulet i vingen eller i en motorgondol blev hele benet drejet 90° under ophalingen, så hjulet kunne ligge fladt an mod vingen. Eksempler på denne form for ophaling findes i Curtiss P-40 Warhawk, Vought F4U Corsair, Grumman F6F Hellcat, Messerschmitt Me 210 og Junkers Ju 88. Aero Commander familien af tomotors forretningsfly benytter endnu dette system på hovedhjulene, som hales op i motorgondolerne. Næsehjulene på Heinkel He 219 og på Cessna Skymaster bliver også drejet 90 grader under ophalingen.
På de fleste 2. verdenskrigs enmotorede jagerfly (og på den tyske tunge bomber Heinkel He 177) med sidelæns optrukne hovedhjul var det fordelagtigt, at de nedfældede hovedhjul var placeret så langt fremme som muligt, for at flyet havde de bedst mulige køreegenskaber mens det befandt sig på jorden. Se venligst P-47 billedet, her er hjulakslerne på niveau med vingens forkant. Dette nødvendiggjorde en temmelig kompleks geometri for ophalingssystemet, eftersom hjulet ikke blot skulle hales op, men også bagud. I nogle fly, f.eks. P-47 Thunderbolt og Grumman F8F Bearcat, var den enorme firebladede propel en yderligere komplikation; i disse fly var det nødvendigt at forlænge længden af benene (i P-47 med 9 tommer, eller 23 cm) under nedfældningen for at skaffe tilstrækkelig frigang. Man kunne ikke skaffe plads i vingerne til ben med fuld længde. Det siger sig selv at sådan et understel kunne blive temmelig kompliceret.
En enkelt undtagelse fra reglen var Japans berømte Mitsubishi A6M "Zero"-jager, hvis hovedhjul forblev i en ret vinkel på flyets centerlinje, når de var nedfældet.

#### "Knælende" understel
Nogle tidlige U.S. Navy jetjagere som f.eks. North American FJ-1 Fury og tidlige udgaver af McDonnell F2H Banshee var udstyret med et "knælende" næsehjul: foran det primære næsehjul var der placeret et eller flere små styrbare hjul på meget korte ben. Når det primære næsehjul blev trukket op, kunne flyet flyttes rundt på et hangarskib med halen i vejret. Dette var primært for at forbedre personsikkerheden ombord, ved at rette trykket fra jetmotoren opad, og sekundært for at pakke flyene tættere i hangaren, ved at placere næsen på et fly under halen på det foranstående.

Systemet blev dog fundet til ringe nytte i praksis, og blev opgivet på senere fly.
På nogle større transportfly, som f.eks. Antonov An-124 "Ruslan" (NATO-navn Condor), kan næsehjulet "knæle" mens flyet er stationært på jorden, for at lette lastning og losning gennem fragtdørene i næsen.

### Affjedring
Det er ikke nok med hjul eller ski: hvis ikke der er en form for affjedring, vil alt andet end en perfekt landing forårsage skader på flyet.

#### Tidlig affjedring
I et tidligt understel, som på Bleriot VIII fra 1906, var den lodret bevægelige del affjedret med en kraftig elastik. Samme system blev også benyttet på det første fly der fløj over den Engelske Kanal, Blériot XI fra 1909, og på de tidligst udgaver af Etrich Taube. Systemet var udmærket eftersom gummisnoren ikke behøvede yderligere støddæmpning.
Blériot'ens understel udmærkede sig yderligere ved at have drejeligt ophængte hovedhjul med efterløb. Hjulene ville passivt følge landingsbanen ved landinger i moderat sidevind uden indblanding fra piloten, i modsætning til det aktivt styrede system på B-52.

#### Moderne affjedring
Herunder er vist nogle af de mest almindelige typer affjedring:
- Understelben af fladt fjederstål
- Simpelt stålrør
- Komprimerede gummiskiver
- Oleo ben
- Oleo ben med udveksling

- Fladt fjederstålben: kun til de mindste flytyper, lette og ultralette fly. Der er ingen dæmpning af affjedringen.
- Fjederstålrør: til lidt større flytyper. Cessna 172 skiftede fra fladt fjederstål til rør fra og med model 172L i 1971.
- Komprimerede gummiskiver: større privatfly til små firmafly. Udmærket affjedring, og gummipudernes egendæmpning overflødiggør støddæmpere.
- Oleo fjederben - gas/olie fjeder med indbygget dæmpning (engelsk: Oleo strut): benyttes overalt fra privatfly til de største luftfragtfly.

### Styring
Der er forskellige typer styring. Taildragger-fly kan styres alene med sideroret, afhængigt af lufttrykket fra propellen hvis halehjulet er frit drejeligt, med en forbindelse mellem styretøjet og halehjulet, eller ved hjælp af differentiel opbremsning - anvendelse af uafhængige bremser, hvor man kan afbremse den ene side af flyet kraftigere end den anden. Fly med næsehjulsunderstel har som regel en forbindelse til styretøjet, men i enkelte typer som Cirrus SR22 kan næsehjulet dreje frit, og sideror og differentiel bremsning håndterer styringen.
Nogle fly kræver at piloten styrer med siderorspedalerne, andre tillader styring med rattet eller styrepinden. Nogle flytyper har et lille ekstra rat (engelsk: tiller) som kun anvendes ved manøvrering på jorden.

#### Rorstyring
Hvis et fly på jorden udelukkende skal styres med sideroret, kræver det en betydelig luftstrøm over rorfladen. Denne kan genereres enten ved flyets bevægelse, eller ved motorens arbejde. Det kræver betydelig øvelse at anvende rorstyring effektivt. Selv om rorstyring er afhængig af en luftstrøm, har det den fordel at være uafhængig af understellet, hvilket gør metoden nyttig for søfly og for fly med ski.

#### Direkte styring
Nogle fly har en direkte forbindelse fra rat, styrepind eller rorpedalerne til det styrede hjul. Betjening af styregrejerne vil dreje det styrede hjul - næsehjulet i et næsehjulsunderstel, halehjulet i en taildragger. Forbindelsen kan være fast, hvor enhver bevægelse af styregrejerne vil dreje hjulet og vice versa, eller det kan være en 'blød' forbindelse som f.eks. i en Piper J-3 Cub hvor et fjedersystem leder siderorets bevægelser ned til halehjulet, men ikke kan tvinge det til at dreje.
Det faste system giver præcis styring, men kan give en udskridning af det styrede hjul; det bløde system kan let overstyres, men reducerer chancerne for en udskridning.

#### Differentiel opbremsning
Differentiel opbremsning er når bremserne på hovedhjulene afleverer en asymmetrisk bremseeffekt og dermed drejer flyet til den side hvor bremseeffekten er størst. For at kunne dette, har flyet som regel separate bremsepedaler for venstre og højre bremse, og i de fleste tilfælde er bremsepedalerne monteret på siderorspedalerne. I nogen flytyper, som f.eks. Supermarine Spitfire eller Hawker Hurricane er bremsehåndtaget monteret på en differensventil på styrepindens spadehåndtag, og leverer differentielt bremsetryk når krængerorene aktiveres. Der er som regel ingen bremser på næse- eller halehjul. Differentiel bremsning kræver betydelig øvelse. I fly med flere forskellige styresystemer undgår man som regel differentiel opbremsning på grund af det slid dette giver på bremsesystemet. Differentiel bremsning har den fordel at det i det store og hele er uafhængigt af en udskridning af næse- eller halehjulet.

#### Tiller styring
En tiller i et fly er et lille rat eller håndtag, tilgængeligt for den ene eller begge piloter, der styrer flyet mens det er på jorden. Tilleren kan i nogen tilfælde være designet til at fungere i kombination med sideror eller krængeror. I større passager- eller fragtfly er tilleren ofte den eneste mulighed for at styre flyet mens det taxi'er på jorden, hvorefter sideroret overtager styringen under takeoff og landing.

### Dæk og hjul
Antallet af hjul der er nødvendigt for et givet fly, er hovedsageligt bestemt af dækkenes bæreevne. Ud fra konstruktørernes kriterier som f.eks. størrelse, vægt eller tryk, kan passende dæk vælges ud fra leverandørernes kataloger.

#### Belastning
Valget af dæk til hovedhjulene går ud fra den statiske belastning. Den totale belastning af understellet {\displaystyle F_{\text{m}}} er beregnet ud fra forudsætningen, at flyet taxier langsomt uden at anvende bremserne:
{\displaystyle F_{\text{m}}={\frac {l_{\text{n}}}{l_{\text{m}}+l_{\text{n}}}}W.}
hvor {\displaystyle W} er vægten af flyet og {\displaystyle l_{\text{m}}} og {\displaystyle l_{\text{n}}} er afstanden målt fra flyets tyngdepunkt (cg) til henholdsvis hoved- og næsehjulene.
Valget af næsehjulsdæk er baseret på næsehjulsbelastningen {\displaystyle F_{\text{n}}} under maksimal opbremsning:
{\displaystyle F_{\text{n}}={\frac {l_{\text{n}}}{l_{\text{m}}+l_{\text{n}}}}(W-L)+{\frac {h_{\text{cg}}}{l_{\text{m}}+l_{\text{n}}}}\left({\frac {a_{\text{x}}}{g}}W-D+T\right).}
hvor {\displaystyle L} er opdrift (lift), {\displaystyle D} er luftmodstand (drag), {\displaystyle T} er fremdrivningskraften (thrust), og {\displaystyle h_{\text{cg}}} er højden af flyets tyngdepunkt over den statiske nullinie. Typiske værdier for {\displaystyle {\frac {a_{\text{x}}}{g}}} på tør beton varierer fra 0,35 for et simpelt bremsesystem til 0,45 for et automatisk antiblokeringssystem. Eftersom både {\displaystyle L} og {\displaystyle D} er positive, vil den maksimale belastning af næsehjulet forekomme ved lav hastighed. Bremsning med motorerne (reverse thrust) formindsker belastningen af næsehjulet, og derfor resulterer tilstanden {\displaystyle T=0} i den maksimale værdi:
{\displaystyle F_{\text{n}}={\frac {l_{\text{m}}+h_{\text{cg}}({\frac {a_{\text{x}}}{g}})}{l_{\text{m}}+l_{\text{n}}}}W.}
For at sikre mod overbelastning, både statisk og under bremsning, bliver der indkalkuleret en 7% sikkerhedsfaktor i beregningerne over belastningerne.

#### Dæktryk
Hvis belastningen og konfigurationen af et givet understel er uændret, kan et mindre og letter hjul benyttes hvis det får højere dæktryk. Dette er ikke ubetinget et gode: den samme vægt på en mindre kontaktflade vil give højere belastning af landingsbanen, hvilket i nogle tilfælde forhindrer at en flytype kan benyttes på bestemte lufthavne. Bremsning vil også blive mindre effektiv på grund af reduktionen i friktion mellem dæk og overflade. Derudover kan et lille dæk give pladsproblemer med at placere bremsetromlen i hjulet. Problemerne med et højt dæktryk er så alvorlige at kommercielle operatører generelt foretrækker det lavest mulige dæktryk for at give længst levetid på dækkene, og minimere stress på landingsbanen. For eksempel, for at forhindre punkteringer som følge af småsten blev Philippine Airlines nødt til at flyve deres Hawker Siddeley 748 med det laveste dæktryk som dækproducenten kunne tillade.
Bushfly er en klasse for sig: for at kunne håndtere dårlige og improviserede landingsbaner, har de fleste bushfly ballondæk i overstørrelse og med et ekstremt lavt dæktryk.
Et alt for lavt dæktryk kan føre til ulykker, som for eksempel Nigeria Airways Flight 2120.
Dækfabrikantens katalog vil oftest give et groft bud på det korrekte dæktryk. F.eks. foreslår Goodyear at dæktrykket bør være 4% højere end nominelt for en given belastning.
Dækkene på mange kommercielle fly skal fyldes med kvælstof eller iltfattig luft for at forhindre at dækket bryder i brand indvendigt, som følge af at meget varme bremser kan få indersiden af dækket til at frigive antændelige kulbrinter.

### Understel og uheld
Funktionsfejl og menneskelige fejl - eller en kombination af disse - i forbindelse med optrækkelige understel , har været årsag til talrige uheld og hændelser i flyvningens historie. Distraktioner og travlhed under landingsproceduren har spillet en prominent rolle i de cirka 100 "gear-up" (understellet ikke sænket og låset før landingen) hændelser der er sket hvert år i USA mellem 1998 og 2003. En gear-up landingshændelse, populært kaldet en mavelanding, er et uheld der er resultatet af at piloten glemmer eller overser at hjulene skal sænkes, eller en mekanisk fejl der forhindrer at understellet sænkes. Selvom en mavelanding yderst sjældent har fatale følger er det en kostbar affære, eftersom den medfører alvorlige skader på flystellet. Hvis mavelandingen resultere i at en propel rammer jorden, skal propellen skrottes, og motoren enten kasseres eller hovedrenoveres.
I årene mellem 1. og 2. verdenskrig, hvor optrækkelige understel blev almindelige, blev mange fly designet sådan at det nederste af hjulene stak en smule nedenunder skroget, selv når hjulene var trukket fuldt op i hjulbrøndene. Formålet var at mindske skaderne i tilfælde af en mavelanding, hvis piloten glemte understellet eller hvis der opstod en funktionsfejl. Begge dele var ret almindelige.
Eksempler inkluderer Avro Anson, Boeing B-17 Flying Fortress og Douglas DC-3.
Det viste sig at denne byggemåde var særdeles anvendelig i tilfælde af krigsskader. Det moderne ildstøttefly Fairchild-Republic A-10 Thunderbolt II fortsætter traditionen: det er designet på samme måde for at kunne undgå yderligere ødelæggelse efter at være påført kampskader.
Nogle fly har en forstærket bund eller andre tilføjelser, for at minimere skaderne ved en gear-up landing. Dengang Cessna Skymaster blev konverteret til militært observationsfly under navnet O-2 Skymaster, fik den tilføjet lister af glasfiber under skroget; disse var tilstrækkelige til at flyet kunne lande ubeskadiget på en græsbane.
Bombardier Dash 8 har fået et dårligt rygte på grund af vedholdende problemer med understellet. Scandinavian Airlines havde tre hændelser i 2007: flights SK1209, SK2478, og SK2867. Dagen efter den sidste hændelse trak Scandinavian alle sine -8 ud af tjeneste. Årsagen til hændelserne var en låsemekanisme der fejlede. Dette skabte bekymring ved andre operatører, som fandt lignende problemer. Bombardier Aerospace udstedte flyveforbud til alle -8 med 10.000 eller flere flyvetimer. Der blev fundet 19 fly ved Horizon Airlines og 8 fly ved Austrian Airlines med samme problem. Dette ledte til adskillige hundrede aflysninger af flyvninger.
21. September 2005 landede JetBlue Airways Flight 292 med succes, på trods af at næsehjulet var drejet 90° sidelæns. Ved landingen balancerede piloten flyet på hovedhjulene så længe som muligt; dækkene på næsehjulet blev revet af, da dette rørte jorden, og flyet kurede videre på fælgene og stelbenet, hvilket gav en regn af gnister og flammer. Denne fejltype er sjælden eftersom Oleo-ben er forsynet med en centrerende tap der skal holde næsehjulet parallelt med flyveretningen, indtil der kommer tryk på hjulet. Uheldet udløste konstruktionsændringer på flyet.
1. November 2011 foretog LOT Polish Airlines Flight LO16 en succesfuld mavelanding i Warszawa Chopin Lufthavnen på grund af en teknisk fejl. Alle 231 ombordværende slap uden skader.

#### Nødsystemer
I tilfælde af et svigt i understellets mekanisme, er der altid indbygget et backup system. Dette kan være et ekstra hydraulisk system, en håndpumpe, trykluft (kvælstof eller kulsyre), et pyroteknisk system eller et free-fall (tyngdekraftsaktiveret) system.
Et 'free-fall' eller 'gravity drop' system benytter tyngdekraften til at lade understellet falde ned til udfoldet stilling, hvorefter stellet automatisk bliver mekanisk låset. Piloten kan aktivere systemet med en omskifter eller med et håndtag, der frigør låsen i optrukket stilling. Herefter falder understellet ud af hjulbrøndene ved sin egen vægt.

#### Blinde passagerer
På større fly har der været gjort forsøg på at flyve med som blind passager ved at klatre op på et stelben og opholde sig i hjulbrønden. Metoden er ekstremt farlig. I tiden fra 1947 til Januar 2014 har FAA registreret 103 forsøg; kun knap en fjerdedel overlevede. En af disse var den eneste rapporterede kat, der overlevede flyveturen fra Athen til Zürich i Juli 2013.
Farerne der truer en blind passager er blandt andet manglen på ilt ved store flyvehøjder, selve flyvehøjden (trykfaldet kan udløse dykkersyge), faren for at blive fysisk knust når understellet foldes sammen eller foldes ud, de ekstremt lave temperaturer i trafikflys normale flyvehøjde, og risikoen for at falde af understellet ved start og landing. En del har overlevet selve flyveturen, men har ikke evnet at holde sig fast under landingen, enten på grund af hypotermi, eller fordi de var bevidstløse af iltmangel.

## Rumskibe

### Løfteraketter
Der har typisk ikke været understel på løfteraketter, som starter lodret og bliver ødelagt når de er brændt ud og falder tilbage til jorden. Der har været nogle undtagelser med små eksperimentelle fartøjer, men ind til for nylig har man betragtet løfteraketterne og boosterene (hjælperaketterne) som ikke genbrugelige. Der har været lavet forsøg med at genbruge boosterene fra rumfærgen, men disse er landet med faldskærm i havet og har derfor ikke benyttet et understel.
Inden for det sidste par år er der sket store ændringer. Private firmaer, der ønsker at investere i rumtransport har forsynet orbitale boostere med understel, og lander dem igen med henblik på genbrug. Firmaet SpaceX har klaret at lande sin Falcon 9's første trin vertikalt på et nedfældeligt understel af aluminium og kulfiber, og som har en spændvidde på ca. 18 meter. Systemet benytter helium under højt tryk for at nedfælde understellet. Den første succesfulde test skete i April 2014.
Firmaet Blue Origin er også i gang med at udvikle deres egen genbrugelige løfteraket, "New Shepard". Det forventes at de også snart har et praktisk anvendeligt system.

### Rumkapsler
Ind til for nylig har de eneste rumfartøjer med et landingsstel været NASAs rumfærge og USAFs X-37. Begge er startet vertikalt som konventionelle raketter, og er landet igen som svævefly. Både rumfærgen og X-37 har næsehjulsunderstel. Den sovjetiske rumfærge, "Buran" havde også et næsehjulsunderstel.
De øvrige anvendte rumkapsler har ikke haft brug for understel. NASAs Mercury, Gemini og Apollo-kapsler er landet i havet ved hjælp af en eller flere faldskærme, de sovjetiske/russiske Vostok, Voskhod og Sojuz landede på land, ligeledes ved brug af faldskærme.

### Landere
Rumskibe beregnet på at lande udenfor jorden (f.eks. Månen eller Mars) har som regel et understel. Dette inkluderer Apollos Månelander og forskellige robotter som f.eks. den første marslander Viking 1, og Philae kometlanderen der ankom sammen med Rosetta til kometen 67P/Churyumov-Gerasimenko i 2014. 
Der er flere projekter undervejs, men de ligger alle år ude i fremtiden.